# فيكتور ماسايا
فيكتور ماسايا (9 فبراير 1992 - ) هو لاعب كرة قدم برازيلي في مركز الدفاع.

## روابط خارجية
- فيكتور ماسايا على موقع قاعدة بيانات كرة القدم.إي يو (الإنجليزية)
- فيكتور ماسايا على موقع Soccerway.com (الإنجليزية)